# كيتي غاريتسون
كيتي غاريتسون (بالإنجليزية: Katy Garretson)‏ هي مخرجة أمريكية، ولدت في 15 مايو 1963 في نورنبرغ في ألمانيا.

## وصلات خارجية
- الموقع الرسمي
- كيتي غاريتسون على موقع IMDb (الإنجليزية)